# Agonista da hormona libertadora de gonadotrofina
Os agonistas da hormona libertadora de gonadotrofina (agonista da GnRH) são uma classe de medicamentos com ação nas gonadotrofinas e hormonas sexuais. São usados em reprodução medicamente assistida e para diminuir os níveis de hormonas no tratamento de uma série de cancros sensíveis a hormonas, como o cancro da próstata e cancro da mama, algumas condições ginecológicas como menorragia e endometriose, hiperandrogenismo, puberdade precoce e em terapias hormonais para transgéneros.